# Avelia Liberty

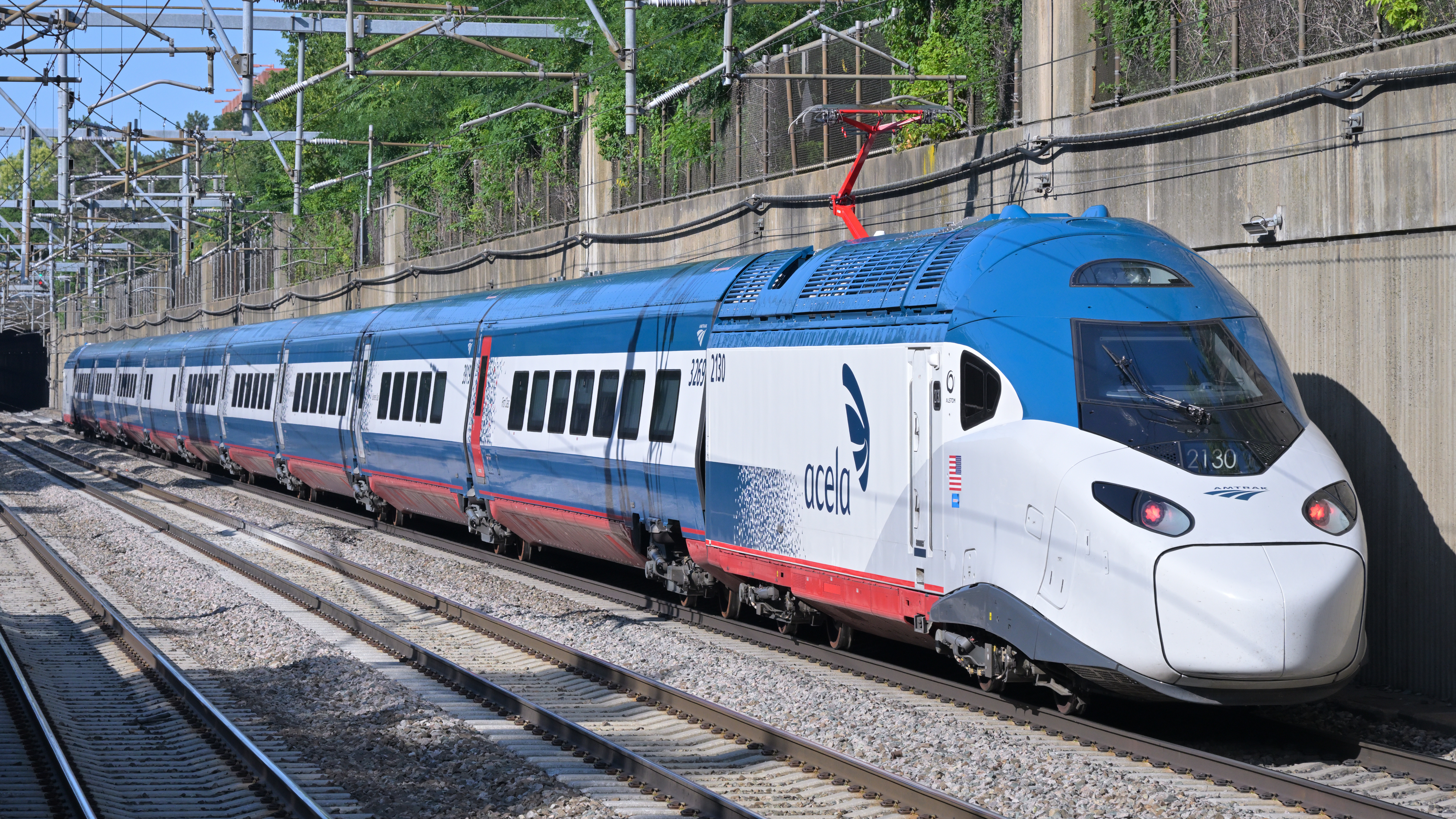
Avelia Liberty en août 2025 en plein test.

L'Avelia Liberty, aussi connu sous les noms NextGen Acela et Acela II, est un modèle de train à grande vitesse commercialisé par Alstom. Il est lié à la famille des trains à grande vitesse TGV et New Pendolino (en), mais adapté aux normes ferroviaires nord-américaines, notamment aux normes de résistance aux chocs de l'administration ferroviaire fédérale américaine (en).

## Histoire

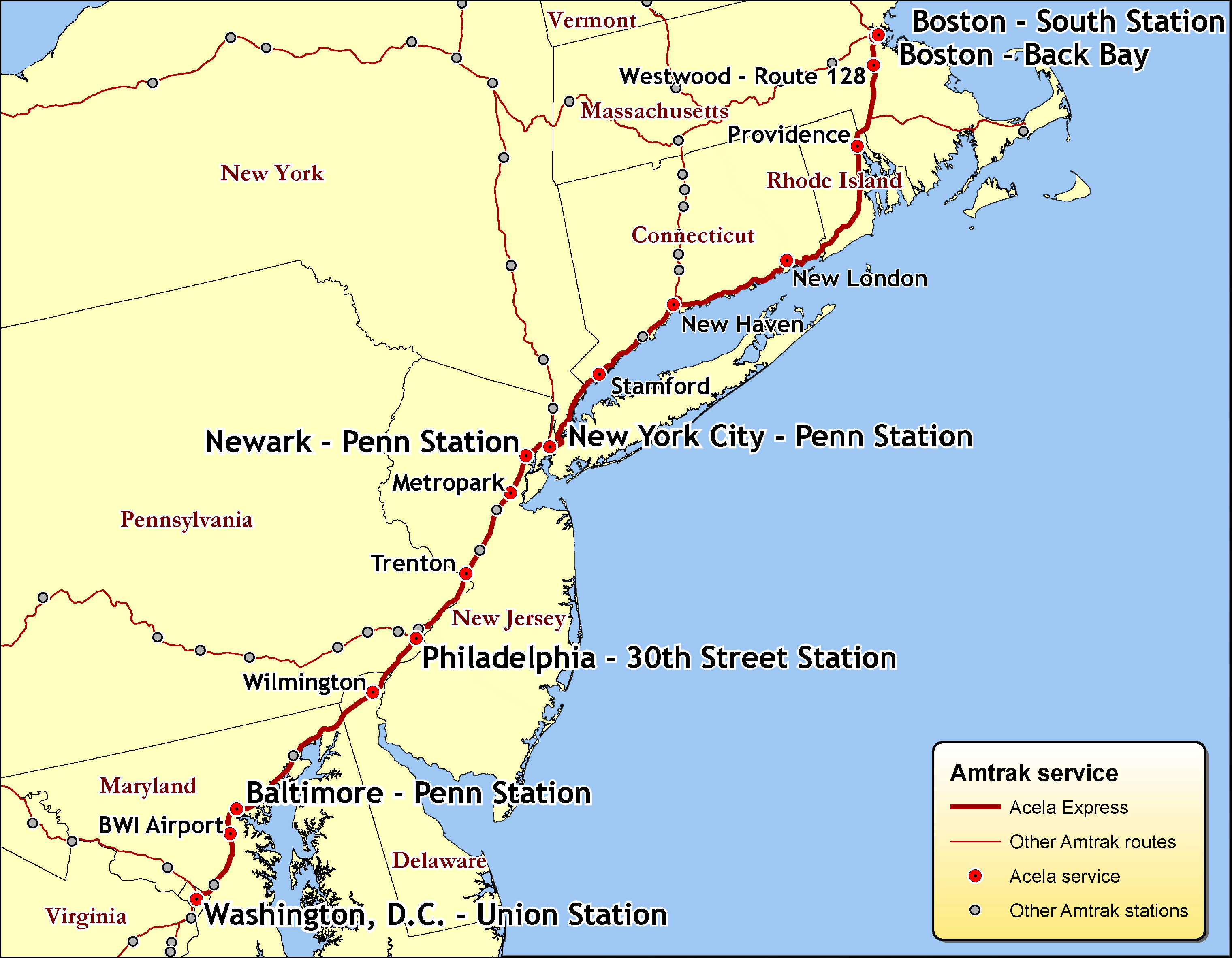
L'Avelia Liberty sera utilisé sur la ligne Acela Express reliant Boston et Washington, montrée en rouge.

Le 26 août 2016, Amtrak et Alstom annoncent que la rame Avelia Liberty est choisie pour remplacer les rames existantes Acela Express sur le corridor du Nord-Est entre Boston et Washington D.C. via New York. Les nouvelles rames, ainsi que les améliorations apportées à la voie et à la signalisation, permettront d'améliorer initialement la vitesse maximale de service régulier à 257 km/h sur certaines parties du parcours, avec une vitesse maximale de 299 km/h - 350 km/h si des investissements futurs dans des améliorations de la voie et de la signalisation sont effectués. Amtrak acquiert 28 trains, ce qui permettra un service plus fréquent, y compris un service de pointe à la demi-heure entre New York et Washington D.C., de plus, les nouveaux trains auront une capacité de passagers environ trois fois supérieure. Les rames seront équipées d'un système d'inclinaison actif, baptisé Tiltronix par Alstom, qui permettra des vitesses plus élevées sur les parties courbes du corridor.
La composition initiale des nouveaux trains comportera deux motrices et neuf voitures de passagers. Les trains seront articulés et trois voitures supplémentaires peuvent être ajoutés si la demande augmente. Les motrices, une à chaque extrémité, comprennent un système Alstom Crash Energy Management destiné à répondre aux normes de la FRA tout en permettant une réduction de 30 % du poids des trains.
L’assemblage des rames a lieu dans les usines d'Alstom à Hornell et Rochester aux États-Unis, avec quelques pièces venant de France, le Buy American Act s'appliquant. La construction initiale des carrosseries et des composants principaux a commencé à Hornell en octobre 2017, date à laquelle la livrée a également été dévoilée. Un prototype de rame devrait être achevé en 2019 pour permettre le test en cours d'exécution. La mise en service des trains était prévue pour 2021, et la livraison finale des 28 rames aurai été achevée en 2022, date à laquelle Amtrak aurait radié la flotte précédente d'Acela.
En octobre 2023, un rapport du Bureau de l’inspecteur général d’Amtrak a révélé que l’Avelia Liberty entrerait probablement en service au cours du second semestre de 2024. Le rapport cite plusieurs problèmes non divulgués auparavant avec les rames, notamment des vitres brisées spontanément sur certains trains.
Le 13 janvier 2024, Amtrak a annoncé qu’après treize échecs précédents, l’Avelia Liberty avait réussi une série de simulations informatiques de la circulation des trains sur les voies du Northeast Corridor. Après avoir réussi la simulation, les rames ont été approuvées par la Federal Railroad Administration pour des essais sur voie entre Washington et Boston.
En décembre 2024, 14 des 28 rames avaient été livrées. Le service commercial des NextGen Acela devait commencer au printemps 2025. Les Avelia Liberty entreront en service à partir du 28 août 2025 d'après un clip promotionnel d'Amtrak publié le 8 août 2025, après des mois de retards et sans aucunes nouvelles. La précédente flotte d'Acela Express sera au fur et à mesure remplacé par les Acela II.
Alstom fournira une assistance technique à long terme ainsi que des composants et des pièces détachées de rechange.